# Bisdom Getafe
Het bisdom Getafe (Latijn: Dioecesis Xetafensis) is een rooms-katholiek bisdom met als zetel Getafe in Spanje. Het bisdom is suffragaan aan het aartsbisdom Madrid.

## Geschiedenis
Het bisdom werd opgericht op 23 juli 1991, uit delen van het aartsbisdom Madrid. 

## Parochies
Het bisdom had in 2021 een oppervlakte van 2.707 km2 en telde 1.651.926 inwoners waarvan 75,0% rooms-katholiek was.

## Speciale gebouwen
- Basílica del Sagrado Corazón de Jesús, Getafe (basiliek)

## Bisschoppen
- Francisco José Pérez y Fernández-Golfin (23 juli 1991 - 24 februari 2004)
- Joaquin Maria López de Andújar y Cánovas del Castillo (29 oktober 2004 - 3 januari 2018; hulpbisschop sinds 19 maart 2001)
  - Rafael Zornoza Boy (hulpbisschop: 13 december 2005 - 30 augustus 2011)
  - José Rico Pavés (hulpbisschop: 6 juli 2012 - 9 juni 2021)
- Ginés Ramón García Beltrán (3 januari 2018 - heden)
  - José María Avendaño Perea (hulpbisschop: 30 september 2022 - heden)

Madrid (aartsbisdom) · Alcalá de Henares · Getafe